# 死刑室
《死刑室》最先出現在史蒂芬·金於1999年出版的有聲書《血與煙》中，後來收錄在2000年出版的合集《秘密窗戶：關於散文和小說的寫作技巧》，2002年，史蒂芬又將故事收錄在短篇小說集《史蒂芬金的14張牌》內。

## 故事簡介
美國人弗萊契被共產政權捉到從事間諜活動，被帶到秘密的死刑室內嚴刑逼供。在過程中，弗萊契一邊給予共產政權假情報，一邊在爭扎是否有機會逃走，最後弗萊契決定逃走，他裝作癲癇發作，引敵人埋身，再施以突襲。弗萊契成功擊殺死刑室內的敵人，重新回到陽光下生活。